# Sede de la Europol
La sede de la Europol es un edificio de oficinas en La Haya, Países Bajos, que concentra la mayoría de las funciones importantes de la Agencia de la Unión Europea para la Cooperación Policial. Basado en un diseño del despacho de arquitectos Quist Wintermans, el edificio forma parte del World Forum Convention Center. La inauguración de la sede tuvo lugar en una ceremonia presidida por la reina Beatriz en 2011.
La razón de la construcción del edificio es la expansión de la organización de Europol.

## Historia

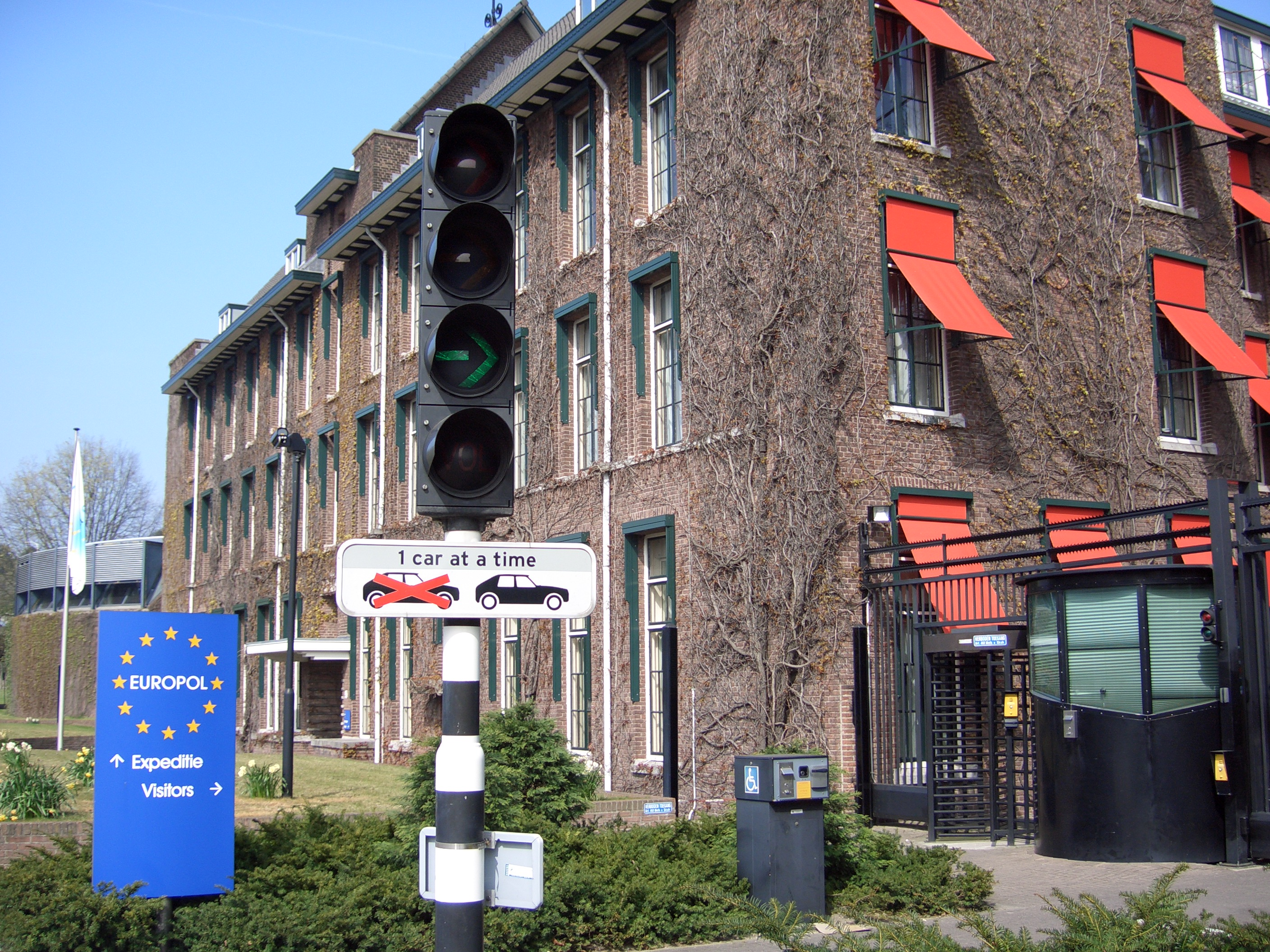
Anterior sede provisional de Europol en un edificio que había sido un campus universitario.

En 2004, Quist Wintermans Arquitectos de Róterdam fue elegido como el arquitecto para la construcción de la sede del Europol en La Haya. El comité de selección presidido por el Arquitecto Jefe de Gobierno neerlandés eligió este proyecto después de un procedimiento de selección en el que fueron presentados siete diseños de arquitectos europeos.

## Características
La construcción de la sede del Europol, forma parte del "Foro Mundial de La Haya", una visión integrada de planificación urbana. En los alrededores esta el Centro de Congresos, el Gemeentemuseum y el Tribunal Penal Internacional para la ex Yugoslavia.
El vínculo entre el complejo de Europol y el espacio público, en combinación con las medidas de seguridad necesarias, requiere una atención especial en el proceso de planificación urbana.
La fachada está compuesta por 700.000 ladrillos de color gris especialmente desarrollados para el edificio.

## Europol
La Oficina Europea de Policía (oficialmente, Agencia de la Unión Europea para la Cooperación Policial), más conocida por el acrónimo Europol, es la agencia encargada de planificar y coordinar las investigaciones y operaciones contra organizaciones criminales y terroristas en la Unión Europea, en colaboración con las autoridades estatales. Esta agencia institucionaliza la cooperación policial y judicial, entre cuyas premisas se encuentra la apertura de las fronteras nacionales como consecuencia directa de la libre circulación de personas y el avance de la integración europea. Depende directamente del comisario europeo de Asuntos de Interior y está adscrita a la Dirección General de Migración y Asuntos de Interior de la Comisión.
La realidad de esta acción común ha dado su fruto con la creación de un Sistema de Información Schengen, ya que facilita el intercambio de información entre las distintas policías nacionales de los Estados miembros bajo el control de una oficina nacional, Sirene, que controla la validez de la información transmitida.